# Monti della Luna

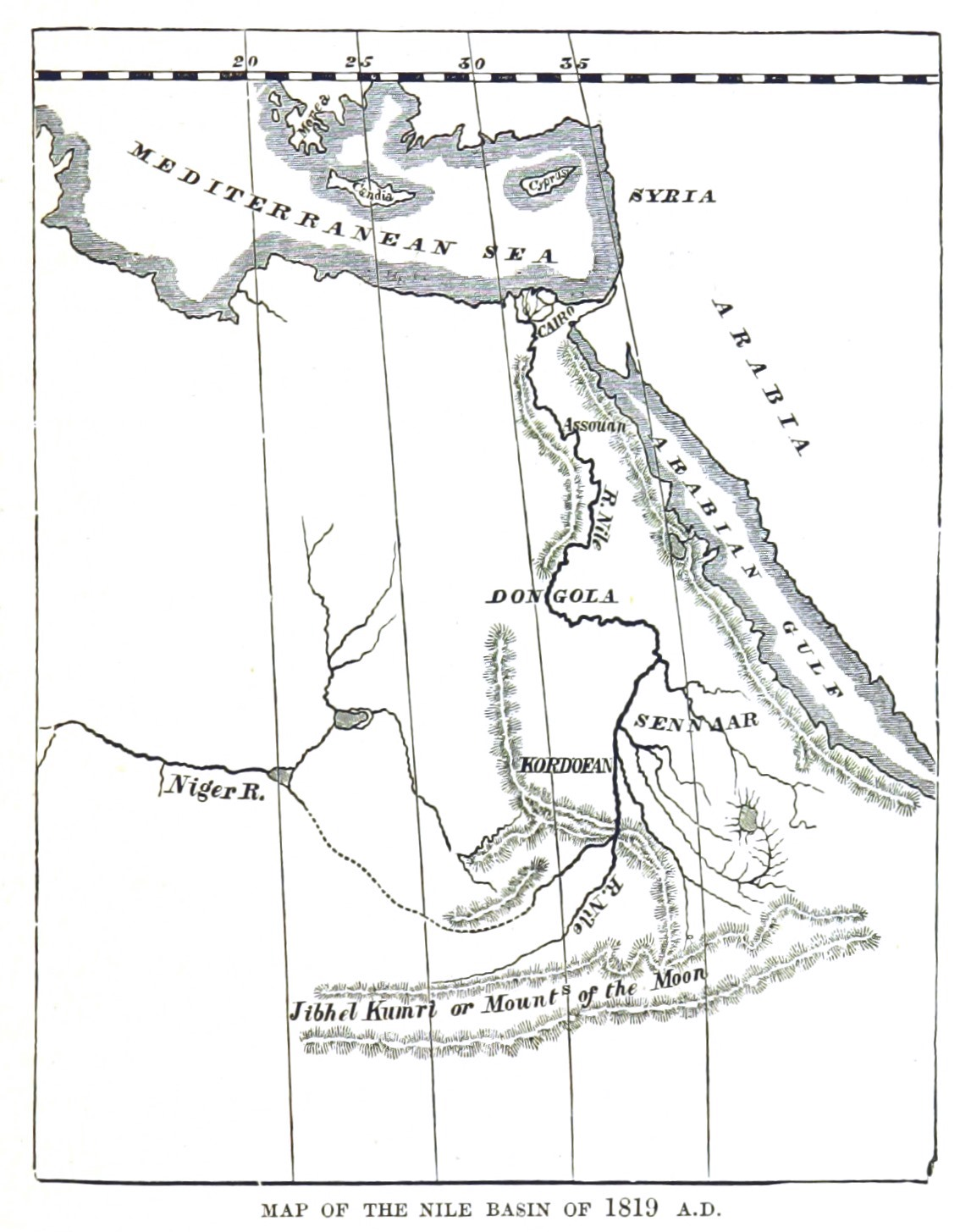
I Monti della Luna in una cartina del 1819

I Monti della Luna (in latino: Montes Lunae; in arabo: جبل القمر, Jabal al-Qamar o Jibbel el Kumri) è un termine antico che si riferisce ad una catena montuosa leggendaria nell'Africa orientale alla sorgente del fiume Nilo. Sono state fatte diverse identificazioni in tempi moderni, ma la più accreditata si riferisce alle montagne Rwenzori al confine tra Uganda e Repubblica Democratica del Congo.

## Storia
Nel mondo antico i geografi, in particolare i greci, si sono sempre interrogati riguardo alle fonti del Nilo.
Un mercante di nome Diogene riferì di essersi inoltrato nell'entroterra da Rhapta nell'Africa orientale e di aver trovato la fonte del Nilo, situata in una serie di laghi in un gruppo di grandi montagne.
Questi rapporti furono valutati come veri dalla maggior parte dei geografi greci e romani, in particolare da Claudio Tolomeo, il quale disegnò mappe che indicavano la posizione delle montagne. I geografi arabi, nonostante avessero una conoscenza molto più approfondita dell'Africa di romani e dei greci, posizionavano nelle cartine le montagne nella stessa posizione data da Tolomeo.
Henry Morton Stanley ha finalmente trovato montagne ricoperte di ghiacciai che forse corrispondevano alla descrizione di Diogene nel 1889, oggi conosciute come le montagne del Rwenzori, le cime sono la fonte di alcune acque del Nilo, ma solo una piccola frazione, e Diogene avrebbe attraversato il Nilo Vittoria per raggiungerle.
Molti studiosi moderni dubitano che queste fossero le Montagne della Luna descritte da Diogene, alcuni ritenendo che i suoi rapporti fossero interamente inventati.